# Lågøya
Lågøya (Dansk: Lågøen) er en ubeboet ø som er en del af arkipelaget Svalbard. Den er placeret i Barentshavet i Ishavet. Lågøya dækker et samlet areal på 103.5 km2, og har en kystlinje på cirka 53 km.
Lågøya ligger cirka 210 km nordøst for Longyearbyen og cirka 6 km nordvest for øen Nordaustlandet, tæt ved gletsjeren Vestfonna.